# 제레미 르니에르
제레미 레니에(Jérémie Renier, 1981년 1월 6일 ~ )는 벨기에의 배우이다.

## 출연 작품
- 두 개의 사랑 - 폴 / 루이 역
- 카니보스 (각본, 감독)
- 브레스 오브 라이프